# Neudorf (Sehmatal)
Neudorf ist ein Ortsteil der sächsischen Gemeinde Sehmatal im Erzgebirgskreis.

## Geografie

### Lage
Neudorf liegt etwa 9 Kilometer südlich von Annaberg-Buchholz im Erzgebirge. Die Ortslage erstreckt sich über etwa 3,5 Kilometer beiderseits der Sehma. Nordöstlich des Ortes liegt die Talsperre Cranzahl und der 898 m ü. NN hohe Bärenstein. Östlich von Neudorf liegen die Erhebungen Feuerturm (851 m ü. NHN) und Toskabank (887 m ü. NHN).

### Nachbarorte
| Crottendorf | Cranzahl                                    | Stahlberg             |
|             | Kompassrose, die auf Nachbargemeinden zeigt | Niederschlag          |
|             |                                             | Kretscham-Rothensehma |

## Geschichte

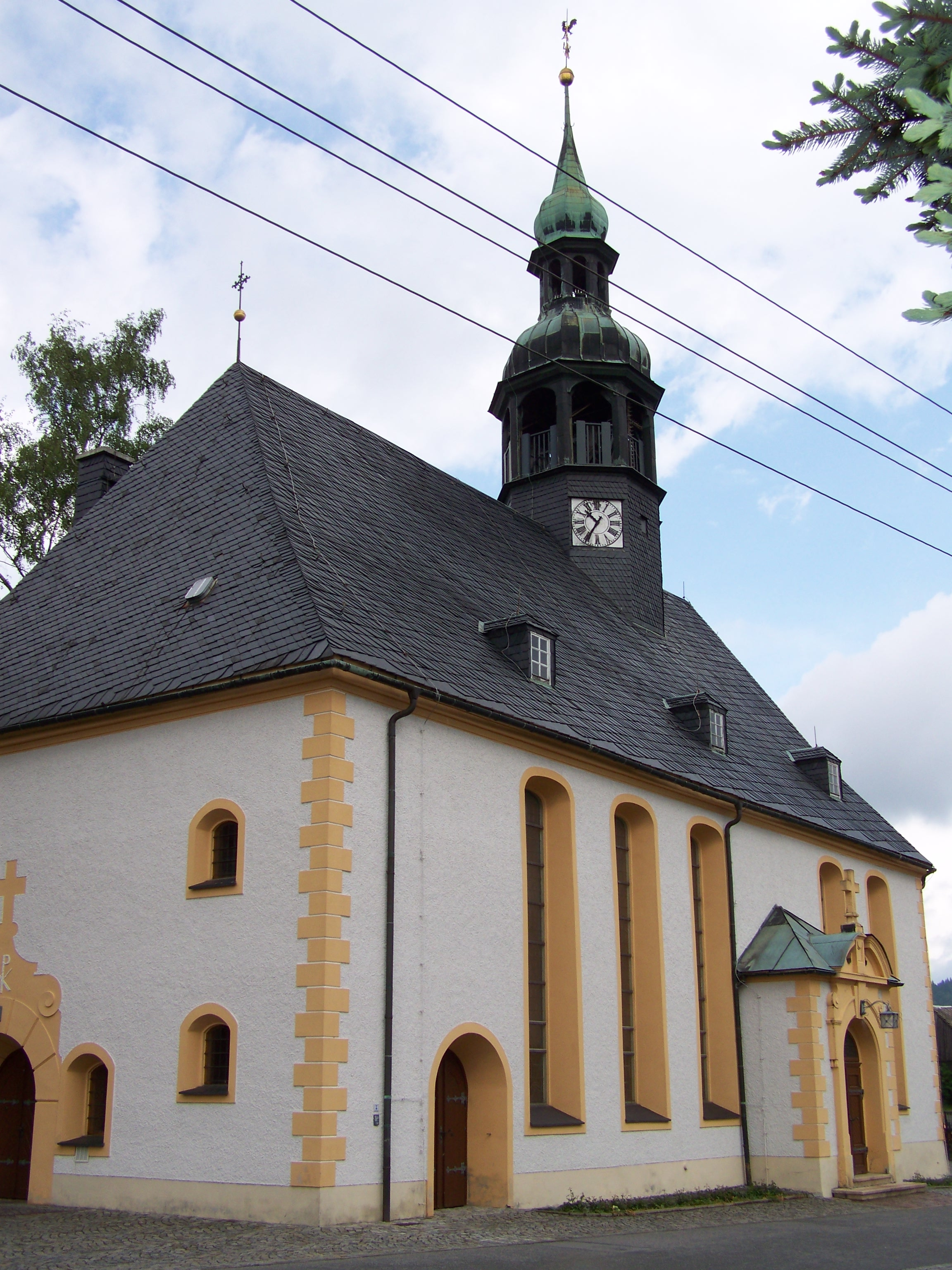
Kirche in Neudorf

Der Ort wurde um 1530 von Flößern und Köhlern als Waldsiedlung angelegt. Bereits zuvor bestand ein Krax- oder Krachsdorf genanntes Dorf, das aber wahrscheinlich von den Hussiten zerstört wurde. Die erste urkundliche Erwähnung datiert von 1539 als Nauendorff, Kratzdorff genannt. August Schumann nennt 1820 im Staats-, Post- und Zeitungslexikon von Sachsen Neudorf betreffend u. a.: 

„Flöß- und Heuerherren haben damals, als hier das Bergwerk in vollem Schwunge war, zuerst ein Haus für Köhler, Flösser und Holzhauer zum Aufenthalte erbaut und somit den Ort gegründet; denn dann baueten mehrere der, aus der niedern Gegend einwandernden, Arbeiter sich ebenfalls an, bis solches zu einem großen Dorfe von gegen 134 Häusern und 950 Einwohnern erwachsen ist. […] Nördlich von Neudorf lag das eingegangene Dorf Kraftdorf oder Kraxdorf. […] Die Einwohner nähren sich von dem nicht ausreichenden Feldbaue, von der einträglichern Viehzucht, dem Klöppeln und von andern Handarbeiten, besonders vom Holzfällen und Verfahren.“

Das ZDF sendete am 18. Mai 1987 sein Magazin WISO live aus Neudorf.
Am 1. Januar 1999 erfolgte der Zusammenschluss der bis dahin eigenständigen Gemeinden Cranzahl, Neudorf und Sehma zur Gemeinde Sehmatal.

## Entwicklung der Einwohnerzahl
| Jahr | Einwohnerzahl                                       |
| ---- | --------------------------------------------------- |
| 1559 | 60 besessene Mann                                   |
| 1764 | 68 besessene Mann, 15 Gärtner, 26 Häusler, 11 Hufen |
| 1834 | 1275                                                |
| 1871 | 2070                                                |

| Jahr | Einwohnerzahl |
| ---- | ------------- |
| 1890 | 2530          |
| 1910 | 2779          |
| 1925 | 2898          |
| 1939 | 3126          |

| Jahr | Einwohnerzahl |
| ---- | ------------- |
| 1946 | 3014          |
| 1950 | 3986          |
| 1964 | 3182          |
| 1990 | 2889          |

## Sehenswürdigkeiten

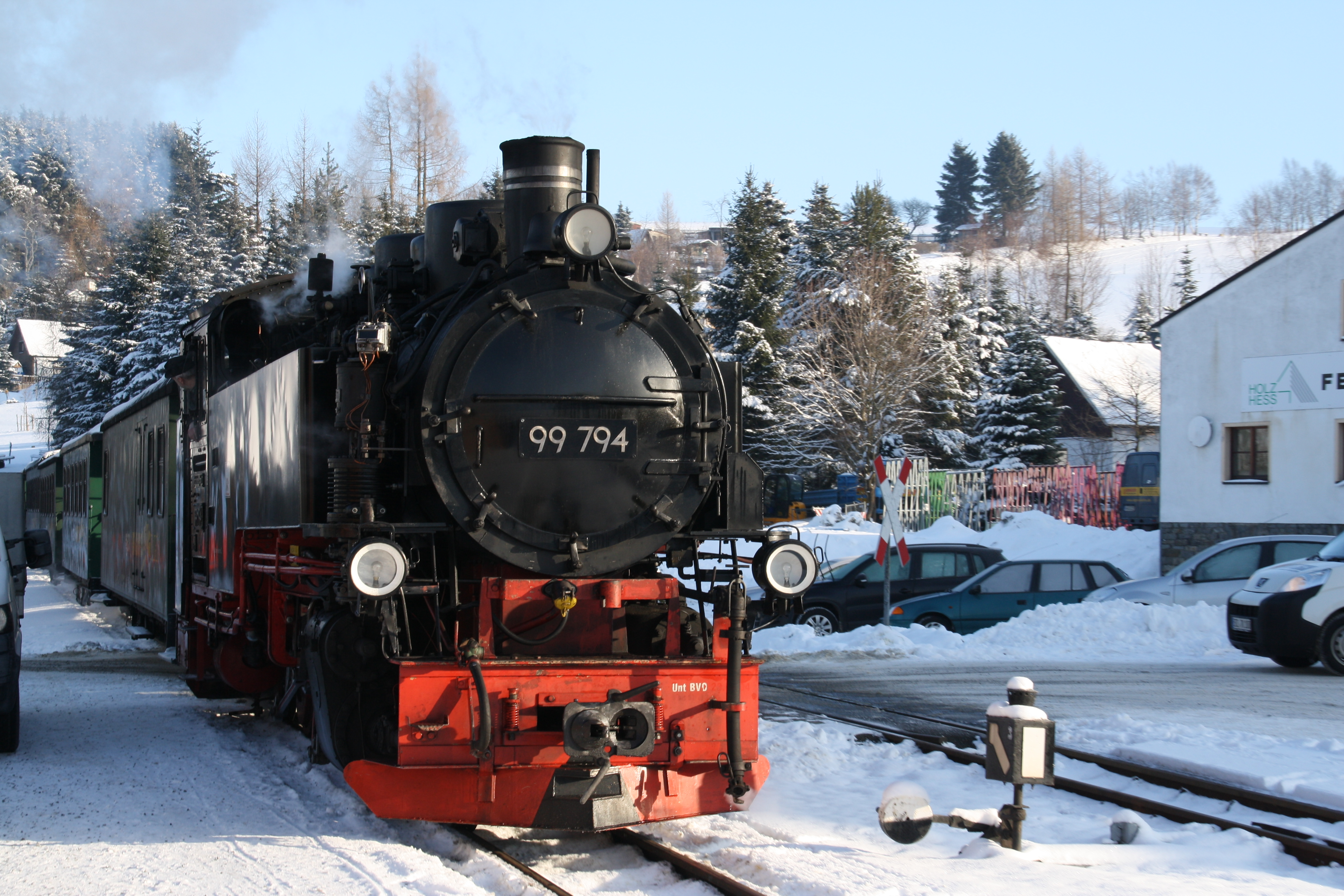
Fichtelbergbahn im Bahnhof Neudorf

Zu den Sehenswürdigkeiten Neudorfs zählen die evangelisch-lutherische Kirche aus dem Jahr 1599 sowie das in Deutschland einzigartige Suppenmuseum. In Kretscham-Rothensehma befindet sich eine 1916 errichtete (kleine) Nachbildung der Cheops-Pyramide. Sie wurde vom Wirt der Schänke nach einem Ägypten-Besuch erbaut.
Neben Crottendorf verfügt auch Neudorf über eine traditionsreiche Herstellung von Räucherkerzen.
Einmal jährlich – jeweils am 1. Samstag im Oktober – findet in Neudorf der Fichtelberglauf statt.

## Verkehr
Durch Neudorf führt die Staatsstraße 266 Cunersdorf–Hammerunterwiesenthal, im Ort zweigt von dieser die S 268 nach Scheibenberg über Crottendorf ab.
Die Fichtelbergbahn von Cranzahl zum Kurort Oberwiesenthal bedient in Neudorf die Stationen Unterneudorf, Neudorf, Vierenstraße und Kretscham.

## Galerie

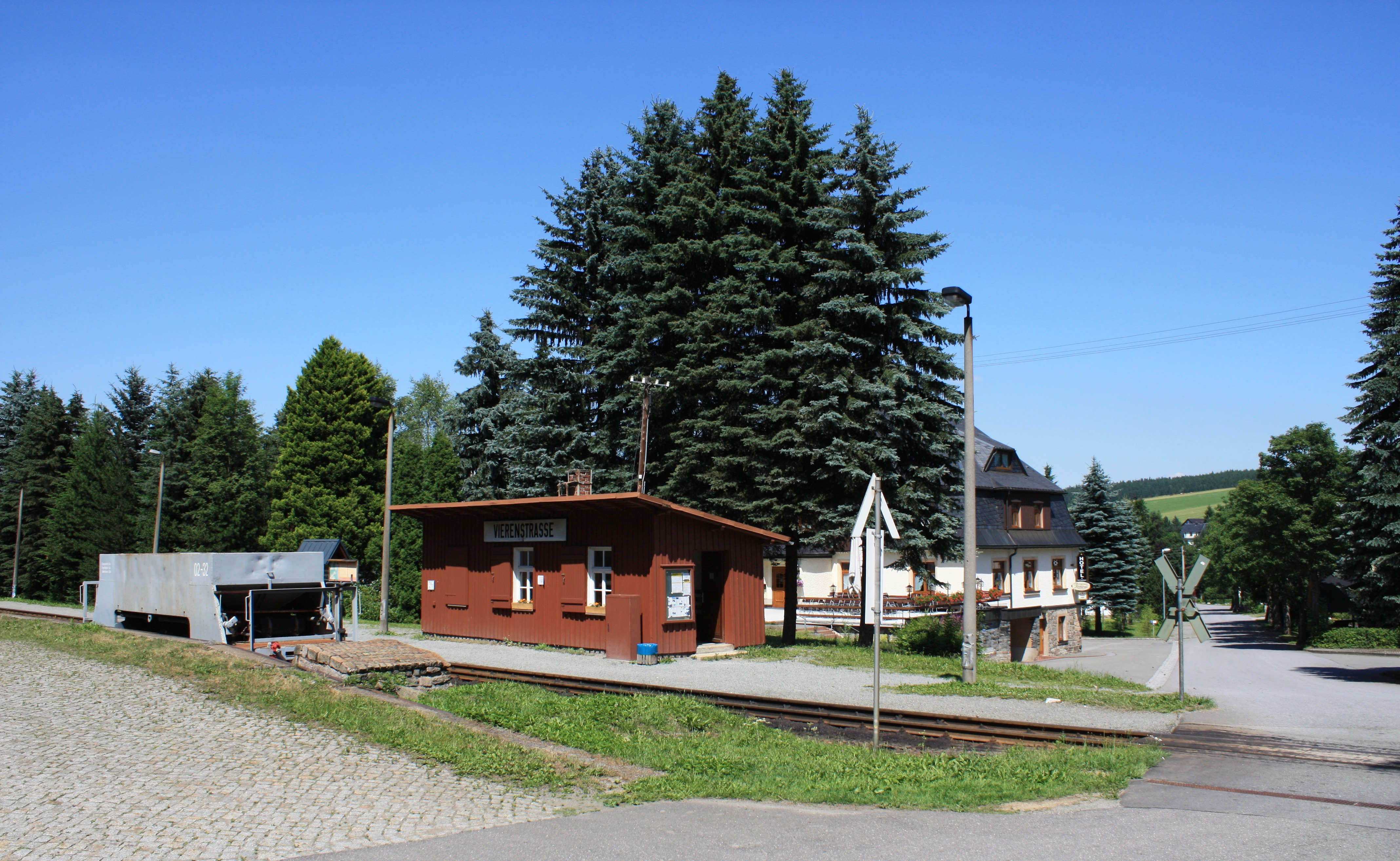
Haltepunkt Vierenstraße
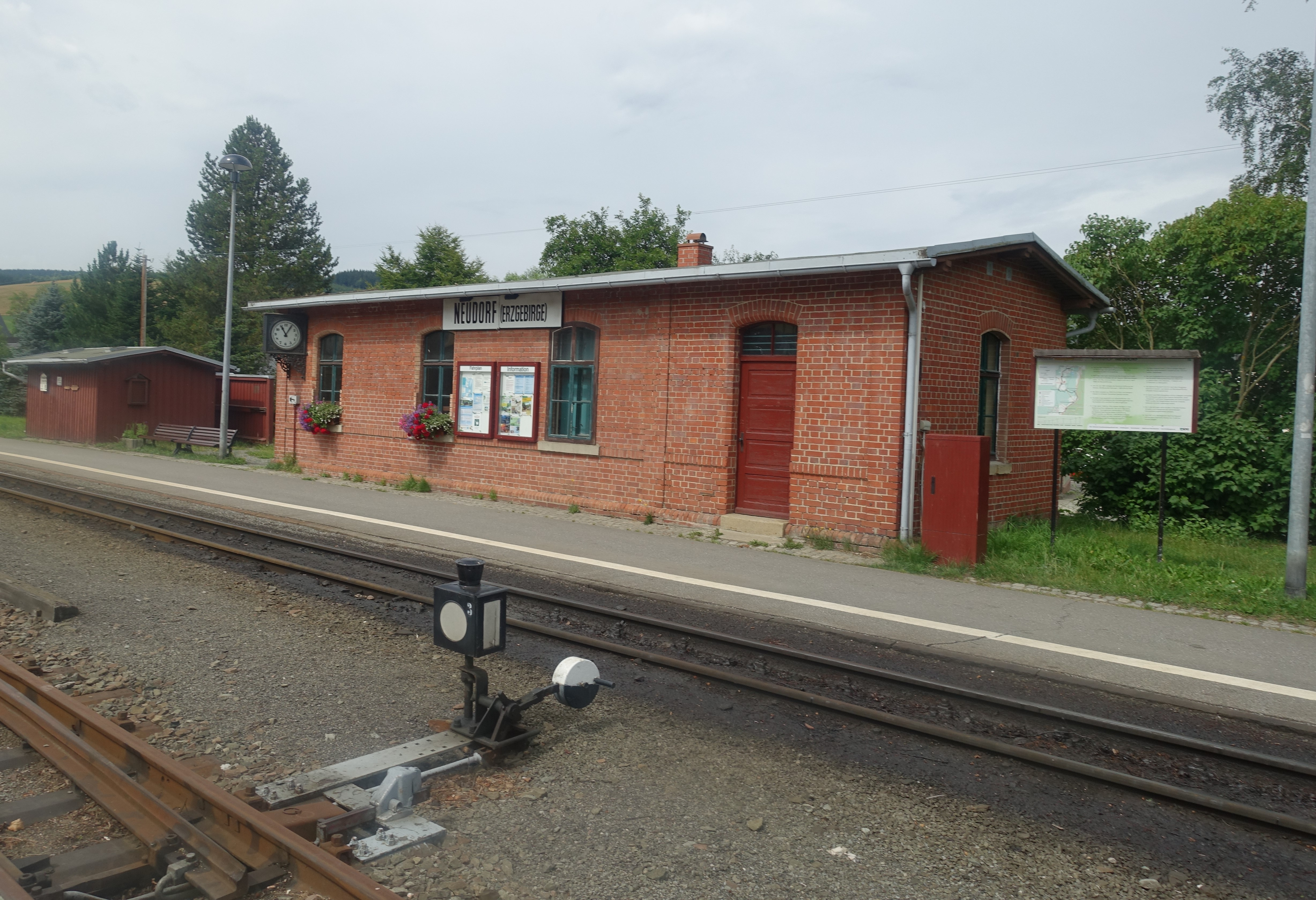
Bahnhof Neudorf
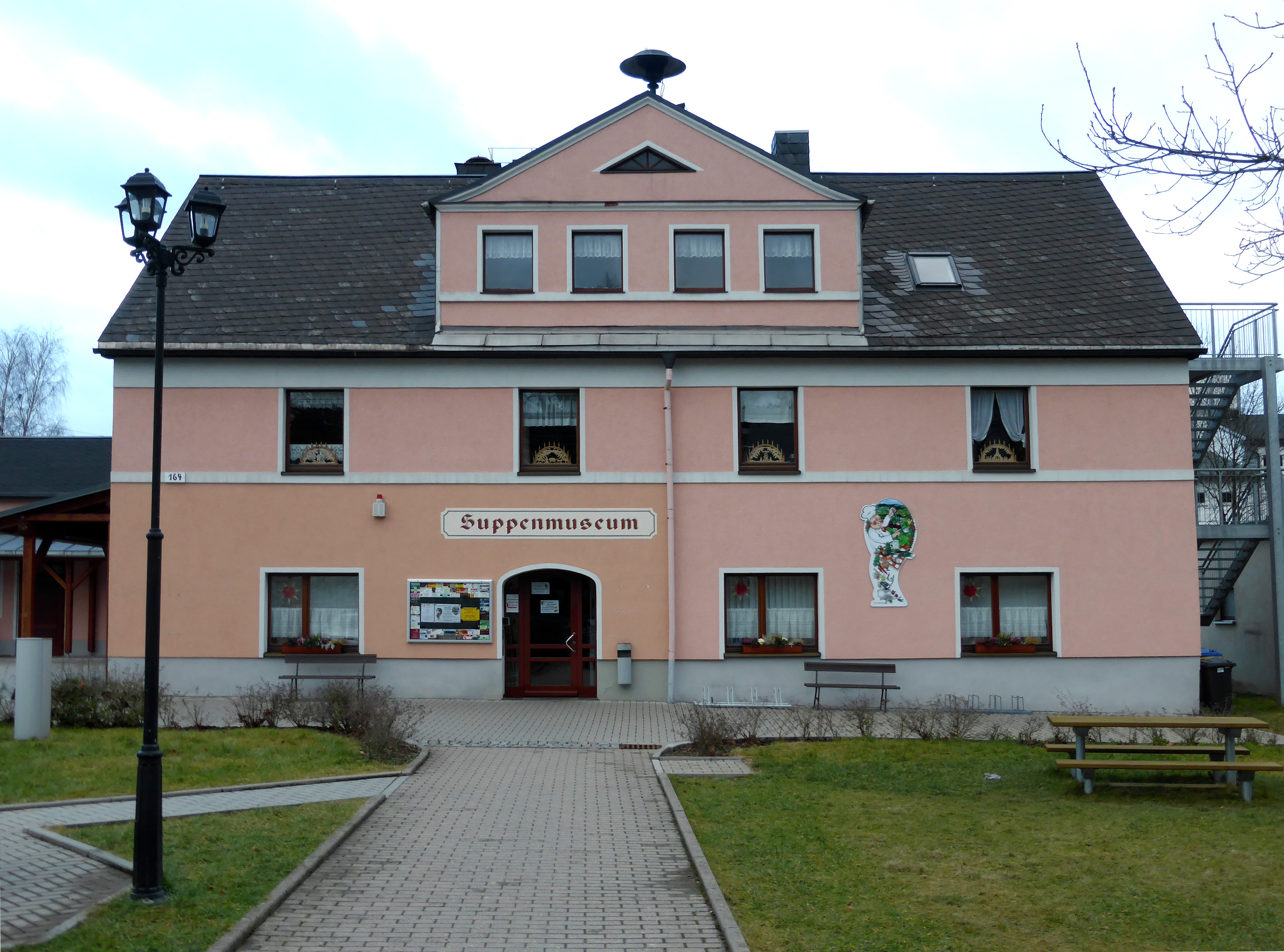
Suppenmuseum im Gebäude des ehemaligen Rathauses von Neudorf
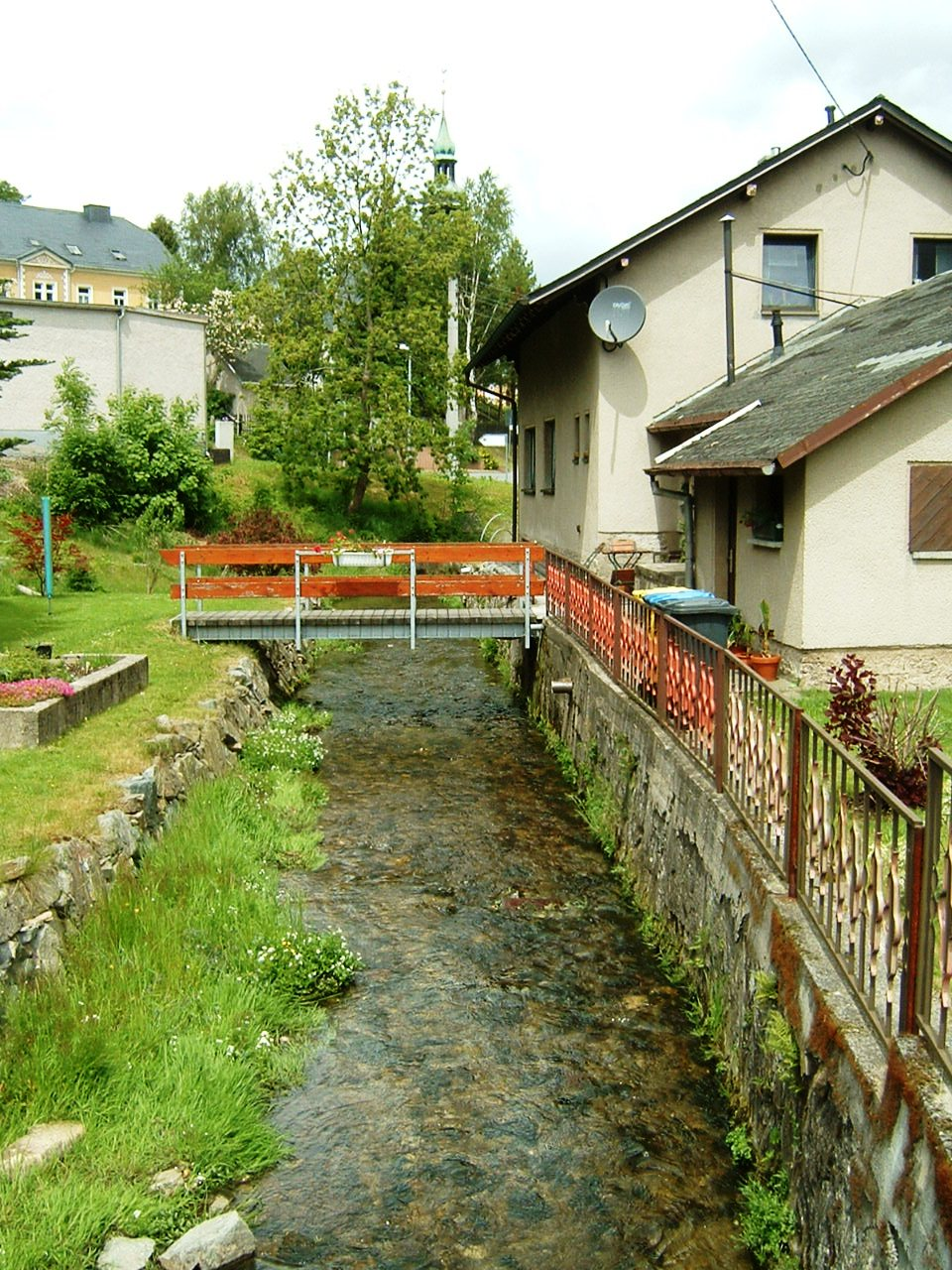
Die Sehma bei Neudorf
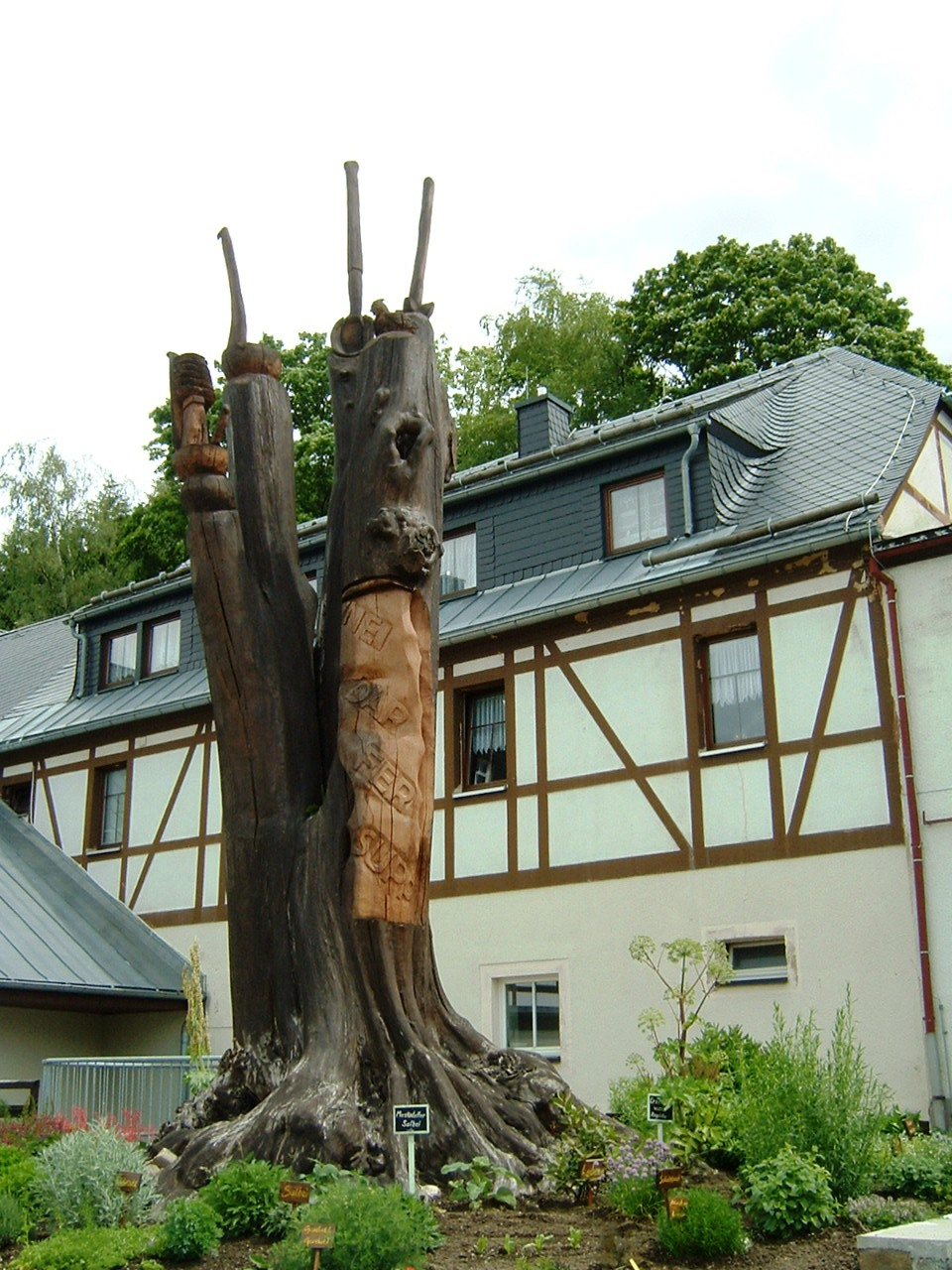
Skulptur
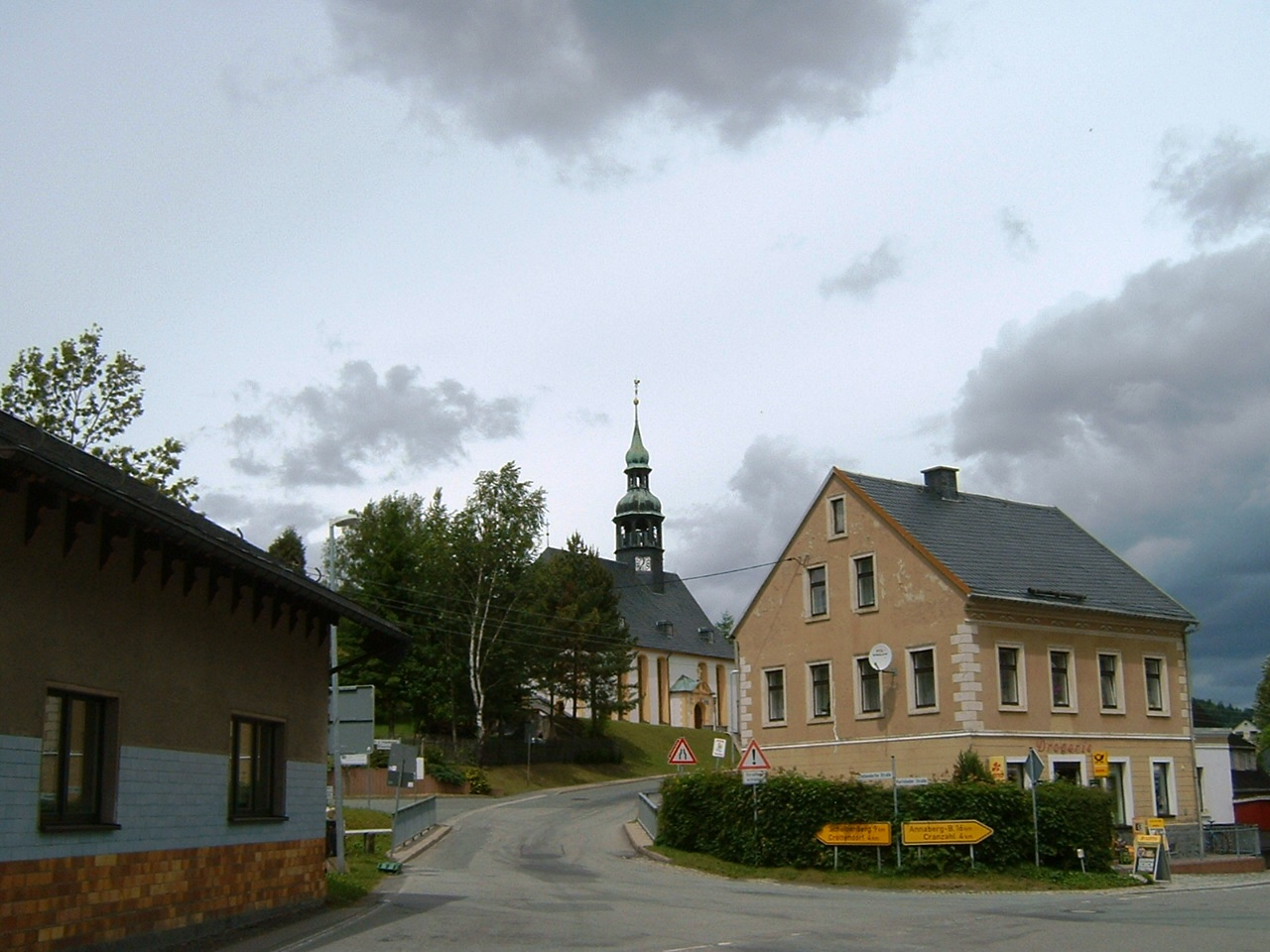
Kreuzung in der Ortsmitte